# Langeoog
Langeoog – wyspa wchodząca w skład wysp Wschodniofryzyjskich, a zarazem uzdrowiskowa gmina samodzielna (niem. Einheitsgemeinde) w Niemczech, w kraju związkowym Dolna Saksonia, w powiecie Wittmund.
Piaszczysta plaża na wyspie ma długość ok. 14 km. Przeważający krajobraz to wydmy, sięgające wysokości do 20 m.
Po II wojnie światowej w Langeoog zamieszkała i żyła tu do swej śmierci w 1972 r. niemiecka piosenkarka Lale Andersen, pierwsza odtwórczyni słynnego szlagieru Lili Marleen.